# ФК Младост 1976
ФК Младост 1976 је српски фудбалски клуб из Биљега, општина Мерошина. Тренутно се такмичи у Нишавској окружној лиги, петом такмичарском нивоу српског фудбала. 